# Всеобщие выборы в Того (1979)
Всеобщие выборы в Того состоялись 30 декабря 1979 года наряду с конституционным референдумом, который подтвердил статус страны как однопартийного государства. Гнассингбе Эйадема, который руководил переворотом в 1967 году, был избран президентом как единственный кандидат, в то время как Объединение тоголезского народа, которая была единственной разрешённой партией Того, выиграло все 67 мест в Национальном собрании, поскольку его партийный список из 67 кандидатов был утвержден избирателями. По официальным данным явка избирателей составила 99,3 % на парламентских выборах и 99,5 % на президентских выборах.

## Результаты

### Президентские выборы
| Кандидат                            | Партия                              | Голоса    | %    |
| ----------------------------------- | ----------------------------------- | --------- | ---- |
| Гнассингбе Эйадема                  | Объединение тоголезского народа     | 1 296 584 | 100  |
| Недействительных/пустых бюллетеней  | Недействительных/пустых бюллетеней  | 267       | -    |
| Всего                               | Всего                               | 1 296 851 | 100  |
| Зарегистрированных избирателей/Явка | Зарегистрированных избирателей/Явка | 1 303 970 | 99,5 |
| Источник: Nohlen et al.             |                                     |           |      |

### Парламентские выборы
| Выбор                               | Голоса    | %    | Места |
| ----------------------------------- | --------- | ---- | ----- |
| Объединение тоголезского народа     | 1 250 942 | 100  | 67    |
| Недействительных/пустых бюллетеней  | 43 301    | -    | -     |
| Всего                               | 1 294 243 | 100  | 67    |
| Зарегистрированных избирателей/Явка | 1 303 970 | 99,3 | -     |
| Источник: Nohlen et al.             |           |      |       |